# Football Manager 2006
Football Manager 2006 est un jeu vidéo de gestion sportive de football développé par Sports Interactive, sorti le 4 novembre 2005 sur PC (Windows, Mac OS), Xbox 360 et PSP. Il fait partie de la série Football Manager.

## Version portable
Football Manager Handheld est le portage PlayStation Portable du jeu, sorti le 13 avril 2006.